# Banco de línguas
Um banco de linguagem é uma organização que ajuda pessoas que precisam de serviço de tradução ou interpretação atender a essas necessidades com o auxílio de tradutores qualificados ou intérpretes. Tais organizações, geralmente mas nem sempre, prestam esses serviços de forma gratuita, muitas vezes como um serviço do governo local. Bancos de linguagem muitas vezes prestam serviços a comunidades imigrantes ou refugiados, muitas vezes em colaboração com os prestadores de serviços de saúde, como a Cruz Vermelha Americana.
Vários tipos de empresas também gerenciam suas necessidades de serviços internos de linguagem através da criação de bancos de linguagem. Muitas vezes, os empregados com competências linguísticas podem doar uma parte de seu tempo de trabalho para participação em bancos de linguagem.
Nesta circunstância, pode ser referido como um "Banco Idioma Funcionário".